# دوبرووودا (شهرستان خاینووکا)
دوبرووودا (به لهستانی:  Dobrowoda) یک روستا در لهستان است که در گمینا کلشچله واقع شده‌است.